# Václav Čikl
Václav Alois Čikl (ur. 13 stycznia 1900, zm. 4 września 1942 w Kobylisach) – czeski duchowny prawosławny, uczestnik ruchu oporu podczas II wojny światowej.
Ukończył gimnazjum cerkiewne w Litomyślu, święcenia kapłańskie otrzymał w Przerowie.. 31 stycznia 1938 r. został mianowany proboszczem soboru katedralnego Świętych Cyryla i Metodego w Pradze. Podczas okupacji przystąpił wraz z żoną Marią (1907–1942) do ruchu oporu. Na prośbę ks. Vladimíra Petřeka ukrywał w krypcie soboru czechosłowackich spadochroniarzy, którzy wzięli udział w zamachu na Reinharda Heydricha. Po odkryciu spadochroniarzy przez gestapo w efekcie zdrady Karela Čurdy i Viliama Gerika został w odwecie skazany wraz z biskupem Gorazdem II, ks. Vladimírem Petřekiem i przewodniczącym gminy parafialnej Janem Sonnevendem na karę śmierci i stracony w piątek, 4 września 1942 o godz. 14 na strzelnicy w Kobylisach. Jego żona Maria zginęła w 1942 w obozie koncentracyjnym Mauthausen-Gusen.